# Rivière des Jardins
La rivière des Jardins coule dans la zec Restigo, dans le territoire non organisé de Les Lacs-du-Témiscamingue, dans la municipalité régionale de comté (MRC) de Témiscamingue, dans la région administrative de Abitibi-Témiscamingue, au Québec, au Canada.
La rivière des Jardins est un affluent de la rive sud (dans un coude de rivière) de la rivière Kipawa. Cette dernière coule vers le nord-ouest en traversant le lac Kipawa pour aller se déverser sur la rive est de la rivière des Outaouais.
La rivière des Jardins coule entièrement en territoire forestier. La foresterie constitue la principale activité économique de se bassin versant ; la seconde étant les activités récréotouristiques. La surface de la rivière est habituellement gelée de la mi-décembre à la mi-avril.

## Géographie

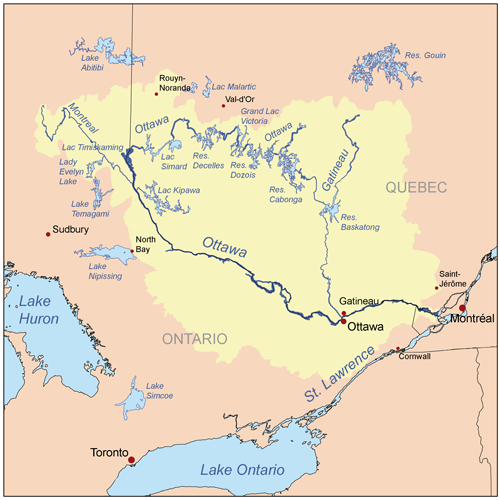
Bassin hydrographique de la rivière des Outaouais.

Les bassins versants voisins de la rivière des jardins sont :
- côté nord : rivière Kipawa, rivière du Pin Blanc ;
- côté est : ruisseau Florio, rivière Fildegrand, rivière Dumoine ;
- côté sud : rivière Maganasipi, rivière Maganasipi Ouest ;
- côté ouest : rivière Beauchêne, rivière Kipawa.

La rivière des jardins prend sa source à l’embouchure du lac aux Jardins (altitude : 326 km). Ce plan d’eau est alimenté au nord-est par la décharge d’un ensemble de lacs dont le Petit lac des Jardins et le lac du Micmac. Le lac aux Jardins comporte trois sections ; celle de l'est a une longueur de 8,2 km et les deux autres situées du côté ouest ont une longueur combinée de 6,8 km.
À partir de l'embouchure du lac aux Jardins, la rivière des Jardins coule sur 25,9 km selon les segments suivants :
- 8,7 km en formant un grand U, dont 1,9 km vers le nord, 5,0 km vers l'est et 1,8 km vers le sud, jusqu'à la décharge (venant du sud) des lacs Boones et des Insectes ;
- 3,1 km vers le nord-ouest, en recueillant les eaux de la décharge du lac Surprise (venant du sud-ouest), jusqu'à la décharge du Lac Athabascan (venant du nord-est) ;
- 6,1 km vers le nord-ouest, en recueillant les eaux de la décharge du Lac Kessik et du lac en Demi-Lune, jusqu'à la décharge (venant du sud-ouest) des lacs Long, des Sables et Bleu ;
- 5,2 km vers le nord, jusqu'à la décharge du Lac Lindsay (venant du sud-est) ;
- 2,3 km vers le nord, jusqu'à la décharge des lacs Klondike, Clair et du Goéland (venant de l'ouest) ;
- 0,5 km vers le nord, jusqu'à sa confluence[3].

La rivière des Jardins se décharge sur la rive sud de la rivière Kipawa.
Cette confluence de la rivière des Jardins est située dans le territoire non organisé de Les Lacs-du-Témiscamingue, à 19,4 km au nord-ouest de la confluence de la rivière Kipawa, à 49,6 km au nord-est du centre du village de Mattawa et à 40,0 km à l'est du lac Beauchêne.

## Toponymie
Le toponyme Rivière des Jardins a été officialisé le 5 décembre 1968 à la Commission de toponymie du Québec.